# ノウス

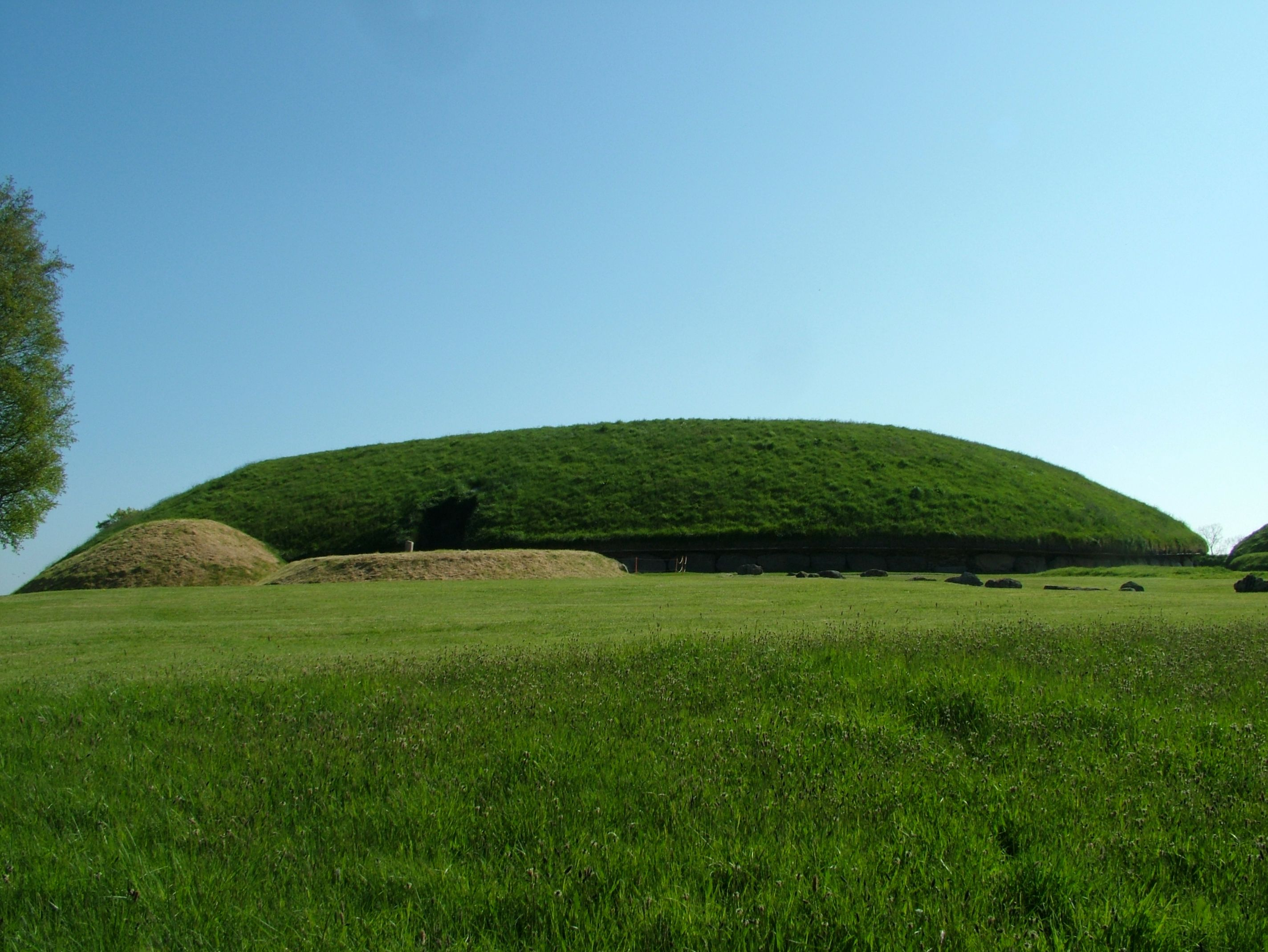
ノウスの外観

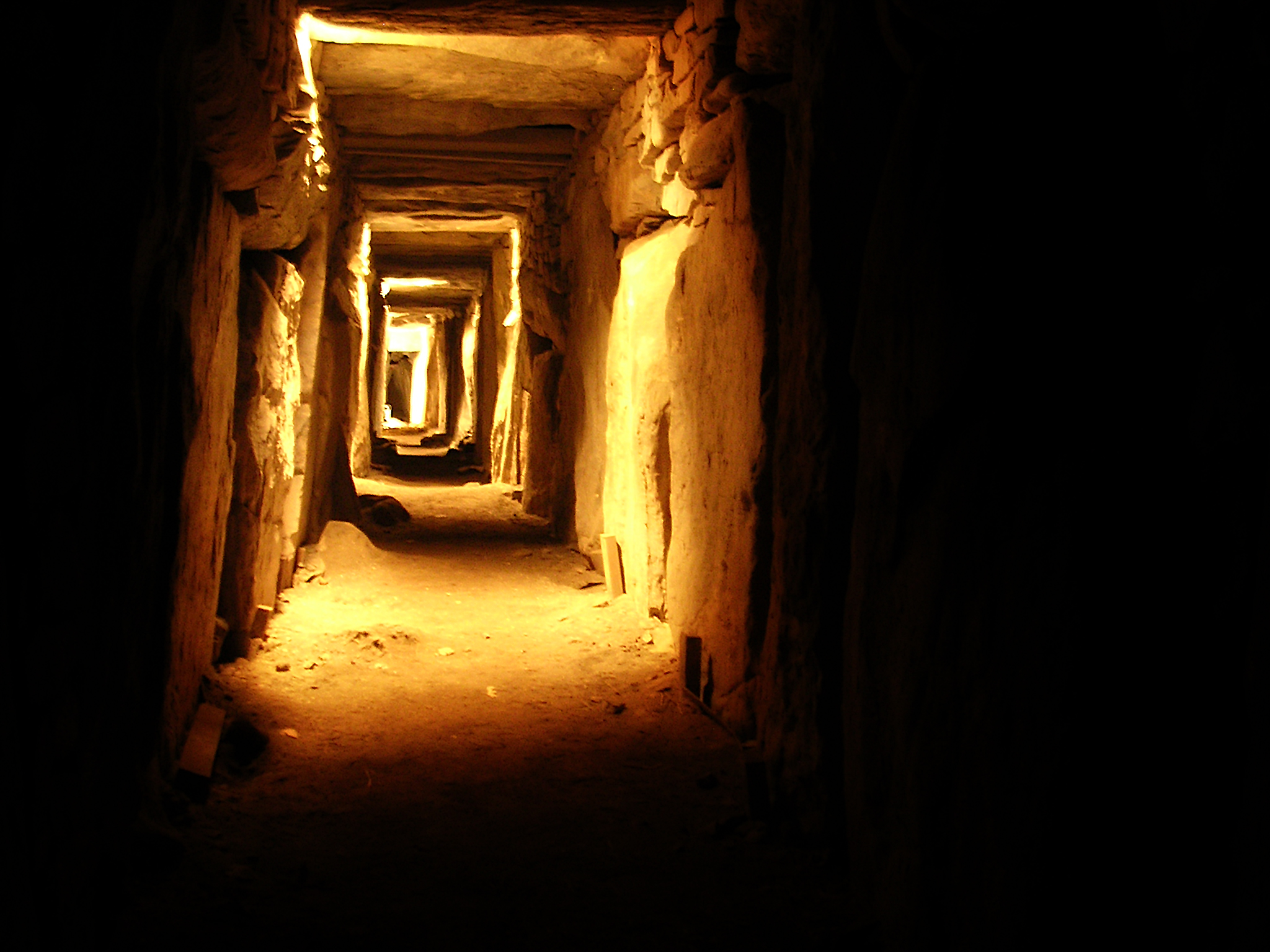
ノウスの東の羨道

ノウス（Knowth、アイルランド語: Cnobha）は新石器時代の羨道墳で、アイルランド島ボイン川の渓谷にあるブルー・ナ・ボーニャの古代遺跡の1つである。
ノウスはブルー・ナ・ボーニャ最大の羨道墳である。1つの大きな塚とその周囲の17個の小さな墳墓から構成される。大きな塚は約1ヘクタールほどの面積で、2つの羨道が東西の線に沿って存在する。127個の縁石で囲まれている（3つは失われ、4つは損傷が激しい）。2つの羨道は内部で繋がっておらず、それぞれの先に石室がある。東の羨道の先にあるのは十字形の石室で、ニューグレンジで見つかったものと似ていなくもない。3方に凹所があり、石鉢が置かれていて、火葬された遺骨がそこにあった。
右側の凹所が一番大きく、石に彫り込まれた装飾も最も豪華で、これはアイルランドのこの種の羨道墳に典型的な特徴である。その理由は不明である。西の羨道の先には単なる矩形の石室がある。この石室は羨道とは敷居石で区切られている。この石室にも元々は石鉢があったと思われるが、後に撤去され、羨道を3分の2ほど戻った位置に置かれていた。

## 巨石美術

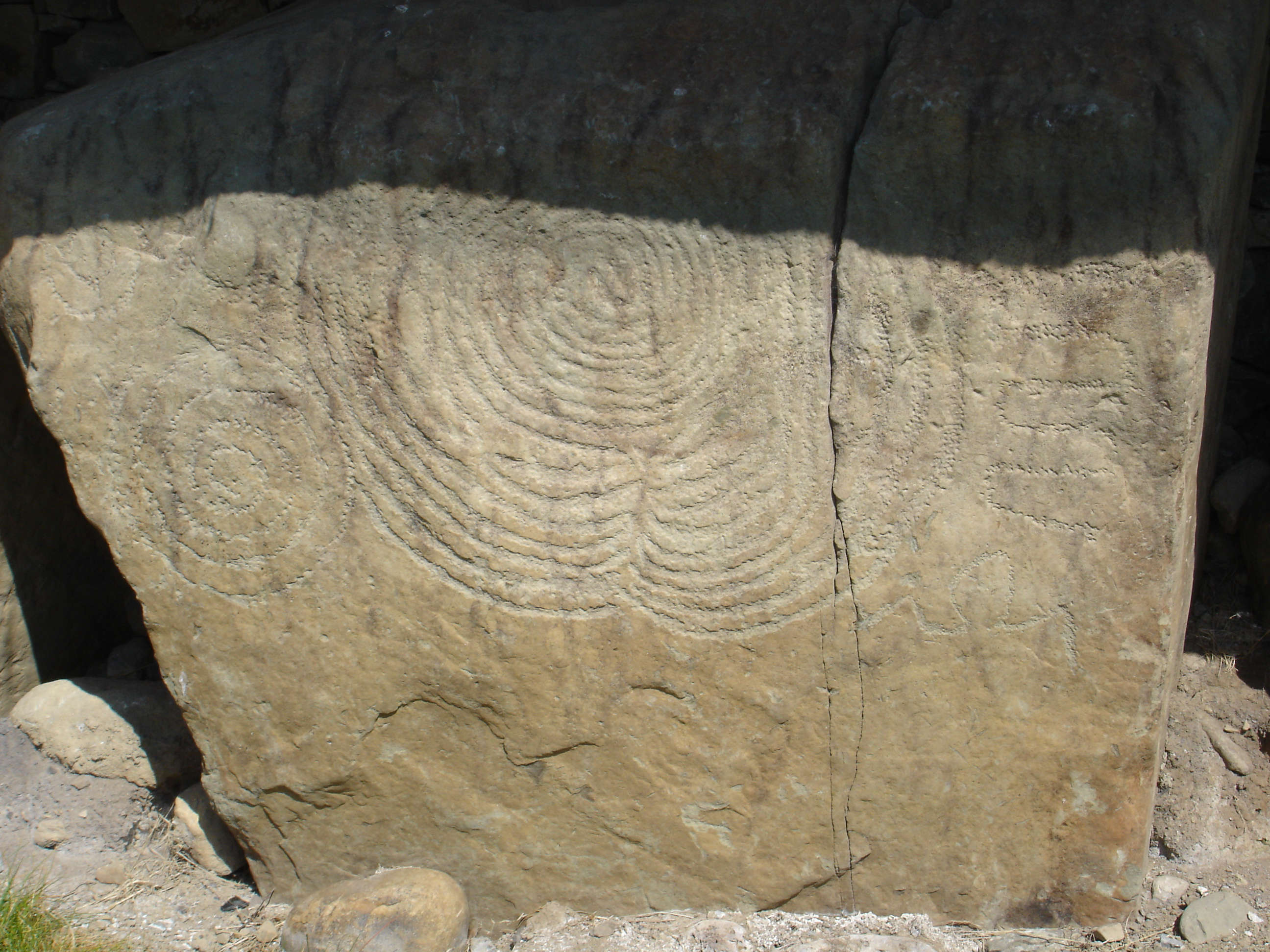
ノウスの巨石美術

ノウスから見つかった巨石美術（巨石に彫刻を施したもの）の数は、西ヨーロッパ全体で見つかっている総数の3分の1以上にもなる。ノウスの発掘で200個以上の装飾を施した石が見つかった。その多くは縁石で、特に羨道付近の縁石に多く見られる。ノウスで見つかった模様は典型的なものが多く、渦巻、菱形、蛇状がほとんどである。しかしそれだけでなく、ノウスの巨石美術には三日月形など多種多様なイメージも含まれている。興味深いことに、そのような彫刻は石の裏側に施されていることが多い。このような巨石美術を "hidden art" と呼ぶ。このことは、ボイン渓谷にこの記念碑を建設した新石器時代のコミュニティにとって巨石美術がどういう意味をもっていたか、様々な考え方を示唆させる。彼らが彫刻を意図的に隠したとも考えられる。また、単に石を再利用して別の面に新たに彫刻を施したとも考えられる。

## 歴史

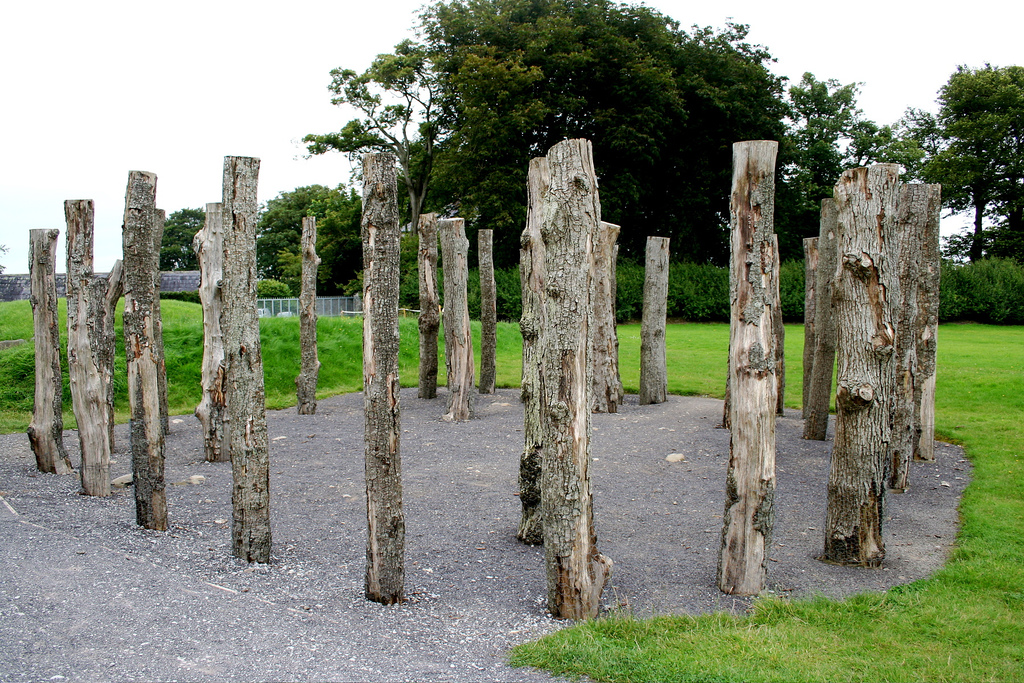
環状木柱列

ノウス近辺には新石器時代後期から青銅器時代にかけての活動の痕跡がある。その多くは東の羨道入り口付近にある grooved ware（土器の様式）時代の環状木柱列から見つかっている。考古学的証拠から、ノウスの大きな塚が墓として使われなくなった後、そこが何らかの儀式に使われたか、神聖な場所として扱われたことが示唆される。儀式の証拠としては、環状木柱列の中および周辺から多数の奉納された供物と思われるものが見つかっている。12世紀のノルマン人はこの塚の上に砦を築いた。
ノウスの丘が放棄されると、どちらの羨道の入り口も崩れ、遺跡であることがわからなくなった。この場所は約2000年間何に使われることもなくそのままの状態だった。その後、ここは墓場として使われたようで、発掘に際して35個の石棺墓が見つかっている。これらはケルト人の墓と見られている。見つかった遺骨の多くは女性だった。特に興味深い墓は若い男性2人を埋葬したもので、首を刎ねられて賭博道具と共に葬られていた。
鉄器時代後期からキリスト教が入ってきたころまで、ここはヒルフォートとなり、周囲に溝を掘られ、地下道が追加された。この段階で初めてノウスは居住地となった。溝は縁石を囲む位置に1本、塚の上に1本掘られている。このころ羨道の入り口が発見されたと見られ、東の石室内に初期キリスト教にまつわる落書きが証拠として残されている。オガム文字で4つの名前が刻まれている。また、西の石室から石鉢を移動させたのもこのころと考えられている。おそらく石鉢を持ち出そうとして、途中でひっかかって動かなくなってしまったと考えられる。このころのノウスは Kingdom of Northern Brega の首都で、政治的に重要な場所となっていた。
ノルマン人のアイルランド島への侵入による軍事衝突の後、ノウスはメリフォント修道院のものとなった。一帯は単なる農地または牧場になった。塚の上に石壁が築かれ、その中に石造りの建物が建てられた。修道院が解散した後、1939年に政府がこの一帯を買い取るまで、ここは主に農地として使われていた。
ノウスの羨道は東西方向に伸びているため、春と秋の分点を指した天文学的配置ではないかという示唆もされている。しかし現在のノウスの羨道の配置は何も示していない。これにはいくつかの要因がある。まず第一に、羨道は後世の入植者が発見し、破壊したり地下道に組み入れた形跡がある。したがって、羨道の入り口は元々の位置から移された可能性もあり、元からこのような配置だったと証明することは難しい。羨道が分点を指していた可能性はある。また、ミランコビッチ・サイクルの影響によるずれも無視できない。
最初の簡単な発掘調査は1941年、マカリスター教授が行った。本格的調査が始まったのは1962年で、ユニバーシティ・カレッジ・ダブリンのジョージ・エオガン教授によるものである。その発掘が始まったころ、この遺跡についてはほとんど何もわかっていなかった。西の羨道の入り口は1967年、東の羨道の入り口は1968年に見つかり、徐々にノウスの全貌が明らかとなっていった。この発掘から多数の書籍や報告が生み出され、多数の遺物が出土した。調査終了後、ジョージ・エオガン教授は東の羨道の入り口にコンクリートの壁を立てたため、天文学的配置についての調査はできなくなった。ノウスでの天文学的配置についての最も幅広い研究を行ったのは Martin Brennan である（The Stars and the Stones を1983年出版）。

## ノウスへのアクセス
ノウスへ行くには、ガイド付きツアーに参加するしかない。直接立ち入ることはできない。ツアーはミース県Donoreのブルー・ナ・ボーニャ案内センターから出発する。ノウスの石室に入ることはできない。観光客は東の羨道を見ることができ、その先の石室を再現した部屋を見ることができる。